# Desirée van den Berg
Desirée van der Berg (Haarlem, 20 maggio 1987) è una modella olandese, eletta Miss Universo Paesi Bassi 2010 il 4 luglio 2010 presso il teatro De Efteling di Kaatsheuvel.
La van der Berg, che ha partecipato al concorso in qualità di Miss Olanda Settentrionale, è stata scelta fra le dodici concorrenti del concorso, davanti a Jana Voyvodich e Gladys Fraenk, rispettivamente seconda e terza classificata. Al momento dell'incoronazione, Desiree era una studentessa di medicina presso l'Università di Amsterdam.
In quanto vincitrice del titolo di bellezza nazionale, Desiree van der Berg ha rappresentato i Paesi Bassi in occasione di Miss Universo 2010, che si è tenuto a Las Vegas, negli Stati Uniti, il 23 agosto 2010, dove però non è riuscita a classificarsi.
Ha inoltre gareggiato, sempre in rappresentanza della propria nazione a Miss Mondo 2010, svolto il 30 ottobre 2010, presso il Crown of Beauty Theatre a Sanya in Cina. In questa occasione la modella olandese si è classificata fra le prime venticinque finaliste al titolo finale, e fra le prime venti per il titolo di Miss World Beach Beauty.